# Catherine Henriette de Balzac d'Entragues
Catherine Henriette de Balsac (o Balzac) d'Entragues, marchesa di Verneuil (Orléans, 1579 – Parigi, 9 febbraio 1633), figlia di François de Balsac, Signore d'Entragues (1541-1613) e Marie Touchet. Fu una favorita di Enrico IV di Francia.

## Biografia
Pochi mesi dopo la tragica morte della sua amante, Gabrielle d'Estrées, Duchessa di Beaufort, Enrico IV, si era innamorato di Henriette. Affascinato dalla donna, il re le fece promessa scritta di matrimonio nel caso ella gli avesse dato un figlio maschio, nonostante in quel periodo vi fossero le trattative matrimoniali con Maria de' Medici (che il re avrebbe sposato nel dicembre 1600). Ella cedette la sua verginità al sovrano, oltre che con la promessa scritta, per la signoria di Verneuil e 50.000 scudi. Henriette ebbe tre figli dal re: Henri, morto poco dopo la nascita (1600), Gaston-Henri de Bourbon, detto anche Henri II (1601-1682) e Gabrielle-Angelique de Bourbon, mademoiselle de Verneuil (febbraio 1603-1627). Contando sul fatto di aver dato alla luce un figlio maschio, si avvalse della promessa scritta del re per considerare suo figlio il vero erede legittimo. Enrico IV adempì la promessa, ma Henriette, pretendendo di più, sviluppò verso di lui un'avversione che sfociò nel 1604, in una congiura (organizzata dal fratellastro Carlo di Valois, Conte d'Auvergne e figlio naturale di Carlo IX) per far riconoscere il piccolo Gaston-Henri come Delfino, a scapito del futuro Luigi XIII. Henriette si salvò con una piccola pena quando il complotto venne sventato, ma nel 1608 perse completamente il favore del re. Gaston-Henri invece fu introdotto al vescovado di Metz. Poco dopo venne coinvolta negli intrighi spagnoli che precedettero la morte del re nel 1610. Alla morte di Enrico IV, sua moglie, la regina Maria de' Medici, venne nominata reggente da parte del Parlamento di Parigi, e la marchesa venne immediatamente bandita da corte. Dopo di ciò si sa poco della vita di Henriette.

## I figli
| Nome                             | Nascita | Morte | Note |
| -------------------------------- | ------- | ----- | --- |
| Gaston-Henri de Bourbon-Verneuil | 1601    | 1682  | Vescovo di Metz, sposò Charlotte Seguier, figlia di Pierre Séguier, Duc de Villemor. Verrà nominato governatore della Linguadoca e duca di Verneuil. |
| Gabrielle Angelique              | 1603    | 1627  | Sposò il Captal de Buch Bernard Nogaret de La Valette, duca d'Epernon con il quale ebbe un figlio, Louis-Charles de Nogaret (1627-1658).             |